# Gale (Wisconsin)
Gale – miasto w Stanach Zjednoczonych, w stanie Wisconsin, w hrabstwie Trempealeau.